# شقبان فورستيني
شقبان فورستيني (الاسم العلمي: Megapodius forstenii) هو نوع من الطيور يتبع جنس الشقبان من فصيلة الشقبانية.